# Leonid Kreutzer
Leonid Kreutzer, född 13 mars 1884 i Sankt Petersburg, död 30 oktober 1953 i Tokyo, var en rysk pianist av tyskt ursprung. 
Kreutzer var huvudsakligen bosatt i Tyskland (Leipzig och Berlin), där han hade högt anseende som pianist och musikpedagog, men emigrerade 1933 till Japan på grund av det nazistiska maktövertagandet . Han utgav olika pianoverk och skrev bland annat Das Wesen der Klaviertechnik.